# Le Temps des œufs durs
Pour plus de détails, voir Fiche technique et Distribution.
Le Temps des œufs durs est un film français réalisé par Norbert Carbonnaux en 1957, sorti en 1958.

## Résumé
Laveur de voitures au garage Grillot, Louis vient d'apprendre qu'il a gagné 10 millions de francs à la loterie, quand un homme le charge de reconduire à son domicile un peintre suicidaire sans talent, Raoul Grandvivier, 50 ans, qu'il vient de sortir de la Seine. C'est l'occasion pour Louis de faire la connaissance de la fille de Raoul : Lucie, caissière de piscine municipale, dont il tombe aussitôt amoureux.
Pour la revoir, Louis emporte une toile de Louis, et revient le lendemain en prétendant l'avoir vendue 50.000 francs à un riche marchand d'art hollandais..., alors qu'il l'a payée de ses deniers. Naïf, Raoul lui demande de "vendre" d'autres toiles qui n'ont jamais trouvé preneur, ce qui lui permet de racheter tout le mobilier dont il avait été contraint de se défaire et de vivre désormais dans le grand luxe.
N'ayant plus besoin de subvenir aux besoins de son père, Lucie démissionne…, au grand dam du maître nageur de la piscine, qui est amoureux d'elle. Pour se venger, celui-ci révèle à Lucie que les toiles de son père finissent dans les égouts de Paris, et il lui laisse entendre que l'argent remis par Louis à son père est de la fausse monnaie.
Pour en avoir le cœur net, Lucie perquisitionne la chambre de Louis avec le maître-nageur, et emporte le reste de son magot (8,3 millions de francs), qu'elle remet au commissariat de police. Mais elle y apprend qu'il s'agit de billets authentiques, et les rapporte à Louis.
À la demande de Louis, son employeur Grillot se rend au vernissage organisé par Raoul dans la poissonnerie de son frère Jules, se fait passer pour l'acquéreur hollandais, et rachète deux nouvelles toiles pour 600.000 francs, mais en précisant bien que ce sont les dernières dont il se porte acquéreur, car il s'apprête à regagner son pays.
Après avoir empoché cette somme, Raoul décide de partir à Tahiti, sur les traces de Gauguin..., mais il est arrêté à la gare car la liasse de billets qui lui a été remise par Grillot, était fausse. Celui-ci et Louis sont arrêtés à leur tour, et tous les trois partagent la même cellule. Mais la police finit par s'apercevoir qu'ils sont innocents, et les relâche après avoir retrouvé les billets authentiques qui avaient été subtilisés à Louis.
Ayant découvert à cette occasion le pot-aux-roses, Raoul n'en persiste pas moins à croire à son talent de peintre, mais il décide de substituer Picasso à Gauguin comme source d'inspiration. Quant à Louis, il s'associe au couple Grillot pour adjoindre un grand parking souterrain au garage familial qui a recruté Lucie pour tenir la comptabilité. 

## Fiche technique
- Titre : Le Temps des œufs durs
- Réalisation : Norbert Carbonnaux, assisté de Georges Lautner, Georges Casati, Ulrich Picard, Jean-Claude Vylars, François Beloux
- Scénario et dialogues : Serge de Boissac et Norbert Carbonnaux, d'après une idée d'Ulrich Picard
- Photographie : Roger Dormoy
- Cadreur : Henri Tiquet, assisté de Max Lechevallier et Robert Caristan
- Musique : Francis Lopez
- Direction musicale : Paul Bonneau
- Décors : Raymond Nègre, assisté de René Guisgand et Alain Nègre
- Son : Jean-Claude Marchetti, assisté de Jean Labussière et Michel Flour
- Montage : Jacqueline Thiédot, assistée de Colette Charbonneau
- Maquillage : Micheline Chaperon et Marie-Louise Gillet
- Photographe de plateau : Gaston Thonnart
- Script-girl : Denise Morlot
- Régisseur : Tonio Suné, Maurice Urbain
- Ensemblier : Georges Fontenelle
- Habilleuses : Suzy Berton, Laurence Clairval
- Production : Eugène Lépicier, Francis Lopez
- Directeur de production : Robert Vignon
- Sociétés de production : Lyrica, Filmel, Les Films Mars
- Tournage du 23 septembre au 10 novembre 1957 dans les studios Franstudio
- Distribution : C.C.F.C
- Tirage : Laboratoire G.T.C Joinville
- Pays :  France
- Format : 35 mm, Noir et blanc, sur pellicule Gevapan
- Genre : Comédie
- Durée : 75 minutes
- Date de sortie : 19 mars 1958
- Visa d'exploitation : 20085

## Distribution
| - Fernand Gravey : Raoul Grandvivier, le peintre sans talent - Darry Cowl : Louis Stainval, laveur de voitures, gagnant à la Loterie - Béatrice Altariba : Lucie Grandvivier, la fille de Raoul - Pierre Mondy : Le maître-nageur amoureux de Lucie - Julien Carette : Mr Grillot, le garagiste - Suzanne Dehelly : Armande Grillot, la femme du garagiste - Jacques Dufilho : Jules Grandvivier, le frère poissonnier de Raoul - Denise Carvenne : La caissière de la brasserie - Gaby Basset : Martine Grandvivier, la femme du poissonnier - Max Montavon : L'expert en billet - Daniel Emilfork : L'expert en tableaux - Albert Michel : Mr Charretier, le concierge - Jacques Marin : Le pêcheur à la ligne - Gaston Orbal : Le client de l'avenue Kleber - Bernard Musson : Le commissaire de police | - Jack Ary : Le vendeur d'oreiller sur le quai de la gare - Christian Brocard : Le livreur de poissons - Julienne Paroli : La tante de Raoul - Marcel Loche : Le gardien de prison - Emile Genevois : L'homme qui repêche Raoul de l'eau - Hubert de Lapparent : Le serveur de la brasserie - Jean Sylvain : Le peintre en bâtiment - Raoul Saint-Yves : Le gendarme en faction à la poissonnerie - Laure Paillette : Une cliente de la brasserie - Henri Coutet : L'agent disant : « Posez-les là » - Henri Guégan : L'agent disant « Somme apportée » - Pierre Durou : Un homme apportant des faux billets - Julien Maffre : Le chef de gare - Roger Lecuyer : Un homme apportant des faux billets |

## Critique
« Tous les quarts d'heure, une idée éblouissante d'ingéniosité poétique (Darry Cowl au café, le strip-tease d'Altariba, le hamac, le garage final) fait perdre les pédales au spectateur, et l'introduit dans un univers à demi fantastique dans la mesure où il est à demi réel... Carbonnaux a l'ironie virevoltante, le trait sec et mordant qui empêche le rire en même temps qu'il le déclenche. »

— Jean-Luc Godard, Cahiers du cinéma n° 82, avril 1958